# Dipturus cerva
Dipturus cerva  (лат.) — вид хрящевых рыб семейства ромбовых скатов отряда скатообразных. Обитают в умеренных водах в умеренных водах восточной части Индийского и юго-западной части Тихого океанов между 32° ю. ш. и 44° ю. ш. Встречаются на глубине до 470 м. Их крупные, уплощённые грудные плавники образуют диск в виде ромба со удлинённым и заострённым рылом. Максимальная зарегистрированная длина 60 см. Откладывают яйца. Не являются объектом целевого промысла.

## Таксономия
Впервые вид был научно описан в 1939 году как Raja cerva. Видовой эпитет происходит от лат. cerva. — «лань». Голотип представляет собой особь длиной 11,9 см, пойманную в водах Тасмании (39°55′ ю. ш. 148°20′ в. д.) на глубине 183 м.  

## Ареал
Эти демерсальные скаты являются эндемиками вод Австралии (Новый Южный Уэльс, Южная Австралия, Тасмания, Западная Австралия). Встречаются на континентальном шельфе и материковом склоне на глубине от 20 до 470 м на мягком грунте.

## Описание
Широкие и плоские грудные плавники этих скатов образуют ромбический диск с округлым рылом и закруглёнными краями. На вентральной стороне диска расположены 5 жаберных щелей, ноздри и рот. На длинном хвосте имеются латеральные складки. У этих скатов 2 редуцированных спинных плавника и редуцированный хвостовой плавник.
Максимальная зарегистрированная длина 60 см.

## Биология
Подобно прочим ромбовым эти скаты откладывают яйца, заключённые в жёсткую роговую капсулу с выступами на концах. Длина капсулы 7 см, а ширина 3,8 см. Эмбрионы питаются исключительно желтком. Самцы и самки достигают половой зрелости при длине 47 см и 49 см в возрасте около 4 и 5 лет, соответственно. Длина новорождённых примерно 15 см. Продолжительность жизни оценивается в 9 лет. Длительность поколения 5 лет. Рацион состоит в основном из беспозвоночных, включая головоногих и ракообразных. Молодь питается в основном креветками, а взрослые особи охотятся на осьминогов и рыб.

## Взаимодействие с человеком
Эти скаты не являются объектом целевого промысла. Попадаются в качестве прилова. Мясо употребляют в пищу. За последние 20 лет численность скатов в уловах снизилась на 83 %. В некоторой части ареала промысел не ведётся. В 2002 году на австралийском рынке было продано 43 тонны крыльев скатов, что соответствует массе 134 тонн скатов. Видовая принадлежность не установлена. Международный союз охраны природы присвоил виду охранный статус «Близкий к уязвимому положению».